# 太田重正
太田 重正（おおた しげまさ）は、戦国時代から江戸時代前期にかけての武将。

## 一族
父は江戸太田氏の太田康資とされる。また、妹に徳川家康の側室の英勝院がいる。子に正重、資宗がいる。

## 経歴
重正の父とされる太田康資は、はじめ後北条氏に仕えたが、恩賞の不満から離反（諸説ある）し、第二次国府台合戦で大敗すると安房国の里見氏の下に逃亡。のちに里見氏の内紛に巻き込まれて自害したとされている。
重正は父の死後、佐竹義重のもとへ赴き、同地に亡命していた同族の太田資正（岩槻太田氏）を頼って落ち延びたという。｢重正｣の名も義重と資正から1字ずつ与えられたものという推測もされている。のちに京都に移住したともいわれる。
1590年（天正18年）の北条氏滅亡後、関東に移封されてきた徳川氏の家臣となった。翌1591年（天正19年）、武蔵国豊島郡蓮沼において500石を与えられた。死後に子の資宗が加増を重ね、大名（下野山川藩）に列した。資宗は英勝院の養子となっていたので、その引き立てがあったとも考えられる。

## 重正の出自の疑義
重正の父親とされる太田康資は、江戸城築城で知られる太田道灌の曾孫である。しかし、重正が康資の実子であるかどうかは確証がない、とする説がある。康資の確実な実子の太田駒千代は後北条氏の人質となっていたが、康資が後北条氏から離反した際に自害させられ、墓所とされるものが現存する。また、妹の英勝院は一般的には康資の娘とされているが、この出自もまた確証が無い。太田氏の家系図に対して、資宗の代の頃に何らかの改竄が行われたとする説がある。
一方で、黒田基樹は康資存命中の天正7年（1579年）の文書に重正が仮名・六郎として登場していることを指摘している。これに従えば、重正の出自の疑義は解消されることになる。